# 일확천금 수법
일확천금 수법(get-rich-quick scheme)은 낮은 투자로 높은 수익을 획득하고자 하는 계획을 가리킨다.
대부분의 수법은 참가자가 적은 위험성, 시간, 능력이나 노력으로 고수입을 얻을 수 있다는 착각을 불러일으킨다. 일확천금 수법은 집에서만 일해서 부를 손에 넣을 수 있다고 주장한다. 합법이나 준법률성 광고는 잡지나 신문을 통해 일확천금 수법을 홍보한다. 불법수법이나 신용 사기는 스팸 광고를 통해 홍보한다.

## 개요
2020년대 초부터 성장한 대체 불가능 토큰(NFT)은 일확천금 수법에 유용된다고 비판을 받았다.

## 같이 보기
- 고수익 투자 프로그램
- 바가지요금
- 공짜 점심은 없다